# Fred Ward
Freddie Joe "Fred" Ward, född 30 december 1942 i San Diego i Kalifornien, död 8 maj 2022 i Los Angeles, var en amerikansk skådespelare.

## Filmografi (urval)
- 1979 – Flykten från Alcatraz
- 1981 – Inkräktarna
- 1982 – Timerider: The Adventure of Lyle Swann
- 1983 – Rätta virket
- 1983 – Silkwood
- 1983 – Självmordspatrullen
- 1984 – Tjejen som jobbade skift
- 1985 – Kedjebrevet
- 1985 – Remo – obeväpnad, men livsfarlig
- 1988 – Två systrar för mycket
- 1990 – Hotet från underjorden
- 1990 – Miami Blues
- 1990 – Henry & June
- 1992 – Spelaren
- 1992 – Åskhjärta
- 1992 – Bob Roberts
- 1993 – Short Cuts
- 1994 – Nakna pistolen 33⅓
- 1996 – Efterlyst
- 1996 – Hotet från underjorden 2 - Efterskalv
- 1998 – En kvinnas öde
- 2000 – The Crow: Salvation
- 2000 – Road Trip
- 2001 – Joe Dirt
- 2001 – Summer Catch
- 2001 – Corky Romano
- 2002 – Abandon
- 2002 – En kvinnas hämnd
- 2002 – Sweet Home Alabama
- 2003 – Masked and Anonymous
- 2004 – The Last Ride (TV-film)
- 2006–2007 – Cityakuten (TV-serie) (tre avsnitt)
- 2007 – A Cup of Love
- 2008 – Management
- 2009 – Farewell
- 2009 – Armored
- 2011 – 30 Minutes or Less
- 2013 – 2 Guns
- 2015 – True Detective (TV-serie) (två avsnitt)